# 스무살까지만 살고 싶어요
《스무살까지만 살고 싶어요》는 1992년 공개된 대한민국의 영화이다. CBS의 《꿈과 음악 사이에》를 각색한 것이다.

## 배역
- 윤연경 : 민초희 역
- 문성근 : DJ 역
- 최진영 : 철수 역
- 박웅
- 정재순
- 조선묵